# Atanasie Sciotnic
Atanasie Sciotnic (* 1. März 1942 in Mila 23; † 5. April 2017) war ein rumänischer Kanute.

## Erfolge
Atanasie Sciotnic (russisch Атанасие Счотник, Atanassije Stschotnik) stammte aus einer Lipowaner-Familie, einer russischsprachigen, altorthodoxen Minderheit in Rumänien, die besonders in der Region um Tulcea stark vertreten ist.
Sciotnic, der für Dinamo Bukarest aktiv war, nahm an den Olympischen Spielen 1964 in Tokio im Vierer-Kajak über die 1000-Meter-Distanz teil. Die Mannschaft, zu der neben Sciotnic noch Mihai Țurcaș, Simion Cuciuc und Aurel Vernescu gehörten, qualifizierte sich jeweils als Sieger des ersten Vorlaufs und des ersten Halbfinallaufs für den Endlauf. Im Rennen um die Medaillen überquerten sie schließlich nach 3:15,51 Minuten als drittes Boot die Ziellinie, hinter den siegreichen Kanuten aus der Sowjetunion und der gesamtdeutschen Mannschaft, sodass sie die Bronzemedaille gewannen. Vier Jahre darauf startete Sciotnic in Mexiko-Stadt mit Aurel Vernescu im Zweier-Kajak im Wettbewerb über 1000 Meter. Die beiden schafften dank zweier Siege im Vor- und im Halbfinallauf erneut den Einzug ins Finale, in dem sie jedoch nicht über den sechsten Platz hinaus kamen. Bei den Olympischen Spielen 1972 in München gehörte er wiederum zum rumänischen Aufgebot im Vierer-Kajak. Mit Aurel Vernescu, Roman Vartolomeu und Mihai Zafiu zog er auf der 1000-Meter-Strecke nach Siegen im Vor- und im Halbfinallauf ein weiteres Mal ins Finale ein. In diesem überquerten sie nach 3:15,07 Minuten hinter der siegreichen Mannschaft aus der Sowjetunion und vor den Norwegern als Zweite die Ziellinie und erhielten somit die Silbermedaille.
Bei Weltmeisterschaften gewann Sciotnic insgesamt neun Medaillen. 1966 wurde er in Berlin sogleich mit Aurel Vernescu im Zweier-Kajak über 500 Meter sowie im Vierer-Kajak über 1000 Meter Weltmeister. Außerdem belegte er mit der 4-mal-500-Meter-Staffel im Einer-Kajak den dritten und mit Vernescu im Zweier-Kajak über 1000 Meter den zweiten Platz. Bei den Weltmeisterschaften 1970 in Kopenhagen gewannen Sciotnic und Vernescu über 500 Meter die Silbermedaille. Ein Jahr später gelang Sciotnic in Belgrad mit dem Vierer-Kajak über 10.000 Meter der nächste Titelgewinn und er wurde mit diesem 1973 in Tampere ebenso Dritter wie mit der 4-mal-500-Meter-Staffel. Mit der Staffel wurde er 1974 in Mexiko-Stadt zum vierten und letzten Mal Weltmeister.
Acht weitere Medaillengewinne gelangen Sciotnic außerdem bei Europameisterschaften. 1965 gewann er in Bukarest mit der Staffel die Goldmedaille, während er im Zweier-Kajak mit Aurel Vernescu über 1000 Meter und auf derselben Distanz auch im Vierer-Kajak jeweils Zweiter wurde. Mit Vernescu wurde Sciotnic 1967 in Duisburg über 1000 Meter Europameister und über 500 Meter Zweiter. Bei den Europameisterschaften 1969 in Moskau wurden sie schließlich auch über 500 Meter erstmals Europameister. Darüber hinaus belegte Sciotnic im Vierer-Kajak sowohl über 1000 Meter als auch über 10.000 Meter den zweiten Platz.